# Jan Stratmann
Jan Stratmann (1995) es un deportista alemán que compite en triatlón. Ganó una medalla de bronce en el Campeonato Mundial de Ironman 70.3 de 2023 y una medalla de bronce en el Campeonato Europeo de Ironman 70.3 de 2021.

## Palmarés internacional
| Campeonato Mundial | Campeonato Mundial  | Campeonato Mundial | Campeonato Mundial |
| Año                | Lugar               | Medalla            | Prueba             |
| ------------------ | ------------------- | ------------------ | ------------------ |
| 2023               | Lahti (Finlandia)   | Medalla de bronce  | Individual         |
| Campeonato Europeo |                     |                    |                    |
| Año                | Lugar               | Medalla            | Prueba             |
| 2021               | Elsinor (Dinamarca) | Medalla de bronce  | Individual         |